# كأس الاتحاد 1972
كأس الاتحاد 1972 (بالإنجليزية: 1972 Federation Cup) هو الموسم 10 من  كأس فيد. أقيم خلال الفترة 20 مارس 1972 وحتى 25 مارس 1972، وفاز فيه منتخب جنوب أفريقيا لكأس ديفيز.